# ウルトラマン (プロレスラー)
ウルトラマン（Ultraman、本名：Milo Ventura Chávez、1947年7月14日 - ）は、メキシコ・グァナファト州コロネオ出身の覆面レスラー。生年は1952年ともされる。
息子のウルトラマン・ジュニアもプロレスラーであり、最初期のDDTに来日歴あり。

## 来歴
1964年にエル・ディナミコ（El Dinámico）のリングネームで覆面レスラーとしてデビュー。1968年にコントラ・マッチで敗れて素顔になり、ミロ・ベンチュラ（Milo Ventura）の名で再登場。1975年から再び覆面を被り、日本の特撮テレビドラマ『ウルトラマン』を無断借用したリンピオのルチャドール、ウルトラマン（Ultraman）に変身。長らくEMLL所属であったが、同年よりLLI（UWA）に移籍して新人賞を獲得。1977年には、5月にビジャノ3号のUWA世界ウェルター級王座、8月にレネ・グァハルドのミドル級王座、10月にエル・シグノのライト級王座に、それぞれ挑戦した。
1979年6月、新日本プロレスに初来日。初戦となる6月29日の埼玉県・大宮スポーツセンター大会では藤波辰巳と引き分けている。ウルトラマンのギミックはウルトラシリーズの製作元である円谷プロダクションの公認ではなかったが（円谷プロ公認によるウルトラマンの名を冠したプロレスラーはウルトラマンロビンのみ）、この藤波戦では新日本プロレスが円谷プロに筋を通して関係者を会場に招き、試合前に本物のウルトラマン（着ぐるみ自体は当時のイベント等で使用されていたもの）が花束贈呈を行い、入場テーマ曲も『ウルトラマンの歌』が使用された。新日本プロレスは1976年に円谷プロが製作した『プロレスの星 アステカイザー』に協力しており、円谷プロとは良好な関係を築いていた。この来日時には、ウィレム・ルスカ、マサ斎藤、レロイ・ブラウン、ジョージ・スティールなどヘビー級のレスラーと組んでの6人タッグマッチにおいてアントニオ猪木とも対戦した。
1982年はアメリカのロサンゼルス地区（NWAハリウッド・レスリング）にも出場して、4月12日にオリンピック・オーディトリアムにてキラー・キムこと金光植（大木金太郎の実弟）と対戦。6月には新日本プロレスに再来日して、人気絶頂だった初代タイガーマスクとのヒーロー対決が実現。6月18日に蔵前国技館、7月6日に大阪府立体育館において、タイガーマスクが保持していたWWFジュニアヘビー級王座に挑戦した。
1983年8月12日には古巣のEMLLにおいて、アギラ・ソリタリアを破りナショナル・ミドル級王座を獲得。1984年からはソラール1号やスペル・アストロとトリオを組み、宇宙をモチーフとしたタッグチームのユニット「ロス・カデテス・デル・エスパシオ（Los Cadetes del Espacio）」としても活躍した。
1987年よりWWAに移籍して、7月18日にスペル・ムニェコからWWA世界ミドル級王座を奪取、デビューから23年目にして、初の世界タイトル戴冠を果たした。しかし、同年9月4日にブラソ・デ・オロとのマスカラ・コントラ・マスカラに敗退、覆面を剥がされている。
以降もメキシコ国外では覆面を被り、1990年にはFMWに来日、9月29日に大仁田厚と組んでミスター・ポーゴ&ザ・グラジエーターとストリートファイト・デスマッチを行っている。1991年にはWWFやWCWに出場し、WWFではコナンと対戦、WCWではエディ・ゲレロとタッグを組んだ。
2000年代はセミリタイア状態であったが、2005年にドラゴンドアの旗揚げ戦に出場し、2012年にはIWRGに参戦。円谷プロに配慮してか、ウルトラボーイ（Ultraboy）と名乗っていたこともある。

## 得意技
- トペ・スイシーダ

## 獲得タイトル
EMLL
- ナショナル・ミドル級王座：1回[10]

WWA
- WWA世界ミドル級王座：1回[3]

## 入場テーマ曲
- ウルトラマンの歌（新日本プロレス参戦時）

## 追記
- 対戦相手を威嚇すべくスペシウム光線のポーズを取るが、やや腕が傾いていて、Xに近い形となっていた[3]。
- 梶原一騎原作の『プロレススーパースター列伝』および『悪役ブルース』に、タイガーマスクと関わるレスラーとして登場している。前者ではメキシコマット界が送り込んだタイガーマスクへの刺客で、空手をマスターしている強豪レスラー。後者ではメキシコにおけるタイガーマスクの友人で、人気・実力共に低く地味なレスラーだったため、タイガーのアドバイスによりウルトラマンの覆面を被るようになったという、まったく逆の扱われ方をしている[要出典]。
- ダミアン666が一時期、ウルトラマン2号やウルトラマン2000のリングネームで活動していた[14]。
- お笑い芸人の古坂大魔王は、ウルトラマンが実際に試合で着用した試合用マスクを所持している。